# 陳清文
陳清文（1953年5月15日—2017年7月7日），工業技術研究院產業經濟與趨勢中心首席研究員、資策會數位內容推動辦公室顧問與商業發展研究院專案顧問、經濟日報 (臺灣)主筆。
曾擔任拓墣產業研究院 （页面存档备份，存于）董事長兼所長、資策會市場情報中心主任、美西辦事處主任、管家婆資訊科技總經理、經濟部軟體產業發展推動辦公室主任、工研院競爭力研究中心首席研究員。
畢業於國立交通大學控制工程系、國立政治大學企業管理研究所，長年以產業研究為志業，鑽研資通訊ICT產業發展趨勢逾30年。
陳清文也是老資策會人，在資策會的經歷超過 18 年，長年以產業研究為志業，於研究資訊產業更是 30 年以上，在資策會期間更一手促成軟五誕生且曾擔任軟五主任。
2017年7月7日晚間因心肌梗塞逝世，享壽64歲。

## 學歷
- 國立交通大學控制工程系
- 國立政治大學企業管理研究所

## 專欄
- 聯合新聞網[2]
- 工研院IEK產業情報網[3]

## 外部連結
- 陳清文Facebook[永久]